# Roger Blachon
Pour les articles homonymes, voir Blachon.
Roger Blachon (né le 30 juin 1941 à Bourg-de-Péage dans la Drôme et mort le 2 avril 2008 à Marseille,) est un dessinateur français.

## Biographie
Il a commencé sa carrière comme professeur de dessin et illustrateur pour la jeunesse.
Il a entamé sa collaboration avec L'Équipe à la fin des années 1960. Il travaillait aussi régulièrement pour Okapi, une publication pour les 10-15 ans. Il a collaboré de 1985 à 2005 à L'Équipe Magazine, auquel il a fourni, chaque samedi, un dessin d'humour sportif.
Passionné de sport, et de rugby à XV en particulier, il a joué pour le PUC lorsque ce club était devenu champion de France de deuxième division en 1969.

## Albums
- 1973 Illustrations pour l'ouvrage le vélo, au texte pétri d'humour de René Fallet[4]
- Jean Cormier, avec Jean Denis, Georges Duthen, Jean Lacouture, Denis Lalanne, Jean-Jacques Simmler et Jean Desclaux (ill. Roger Blachon), Grand Chelem, éditions Denoël, 5 avril 1977, 144 p. (ISBN 978-2-207-22370-3).
- 1981 Illustrations pour l'ouvrage de René Fallet, Les pieds dans l'eau Paris, Denoël.
- 1984 Illustrations pour un recueil d'articles d'Antoine Blondin, Le Tour de France en quatre et vingt jours, éditions Denoël/La Table ronde, Paris. Préface de Pierre Chany[5]
- 1977 :Blachon « Cartoon party », Zürich?, M. Hornauer Verlag (présentation en ligne)
- 1986 : Des oiseaux ordinaires, tome 2, Glénat, 16 juillet 1993 (ISBN 978-2-7234-0597-3, présentation en ligne).
- Le Tennis aux Éditions Albin Michel
- Enfin Seul aux Éditions le Cherche Midi
- Le Chien qui savait tout faire même pleurer, Éditions Panama, 8 septembre 2005, 60 p. (ISBN 978-2755700084)
- La Montagne aux Éditions Glénat
- Roger Blachon, Bridenne et Pierre Samson, Le Jazz, La Boutique Édition, 7 avril 2005, 54 p. (ISBN 978-2952068529)
- Dessins sportifs, Glénatplusieurs tomes
- Rugby d'avant, rugby d'après, 12 janvier 2000, 56 p. (ISBN 978-2862747132)
- Rugby d'avant, rugby d'après NE, Le Cherche Midi, 63 p. (ISBN 2749110327, EAN 9782749110325)au moment de la Coupe du monde de rugby
- Roger Blachon et Jean-Pierre Rives, Vestiaires: Chroniques illustrées par Roger Blachon, Anne Carriere, 5 septembre 2007, 142 p. (ISBN 978-2843374814)
- Encore ! Encore !, Le Cherche midi, 12 novembre 2009, 96 p. (ISBN 978-2749114989)

## Dessins Animés
- 1994 : Sports Blachon (100 × 1 min)
- 1990 : Monsieur Roger

## Distinctions
- 1987 : Grand prix de l'humour blanc
- 1992 : grand prix de l'humour noir
- Prix Antoine Blondin
- Prix du Fair Play Défense de l'Esprit Sportif
- Prix 1999 de l'Académie des Sports
- 2003 : Prix de l'Humour Vache